# Ніколай Ніколайсен
Ніколай Ніколайсен (норв. Nicolay Nicolaysen; 14 січня 1817, Берген — 22 січня 1911, Крістіанія) — норвезький антиквар і археолог. Був провідним археологом XIX ст. в своїй країні, його доробок був важливою базою норвезької археології і стародавньої історії країни загалом. Найбільше відомий розкопками в Гокстадському кургані. 

## Життєпис
Ніколай Ніколайсен народився в Бергені в торговця та банківського адміністратора Лідера Венцеля Ніколайсена та його дружини Софії Сюзанни С'юверс. Він був зведеним братом лікаря Юліуса Ніколайсена. 
Зростання в культурно багатому середовищі в Бергені виховувало в малому Ніколаусу те, що стане інтересом його життя: любов до норвезької стародавньої та середньовічної історії. Але спочатку він пішов іншим шляхом. Ніколайсен став студентом у 1835 році, вивчав право в Крістіанії та став кандидатом юридичних наук у 1841 році, У 1845 він працював переписувачем у Міністерстві фінансів, а в 1858 – помічником у Національному архіві.

### Кар'єра
Перша дотична до історії подорож Ніколайсена (1849) була спрямована на вивчення церков і старожитностей загалом. Того ж року він був обраний до ради директорів «Асоціації збереження норвезьких історичних пам'яток», яка була заснована в 1844 році. У 1851 році він став головою та секретарем асоціації, і обіймав цю посаду до 1899 року.
Коли він почав свою польову археологічну роботу, він спочатку зосередився на розкопках середньовічних церков і монастирських будівель. Зокрема описував Ставангерський собор, керував реконструкцією Тронгеймського.

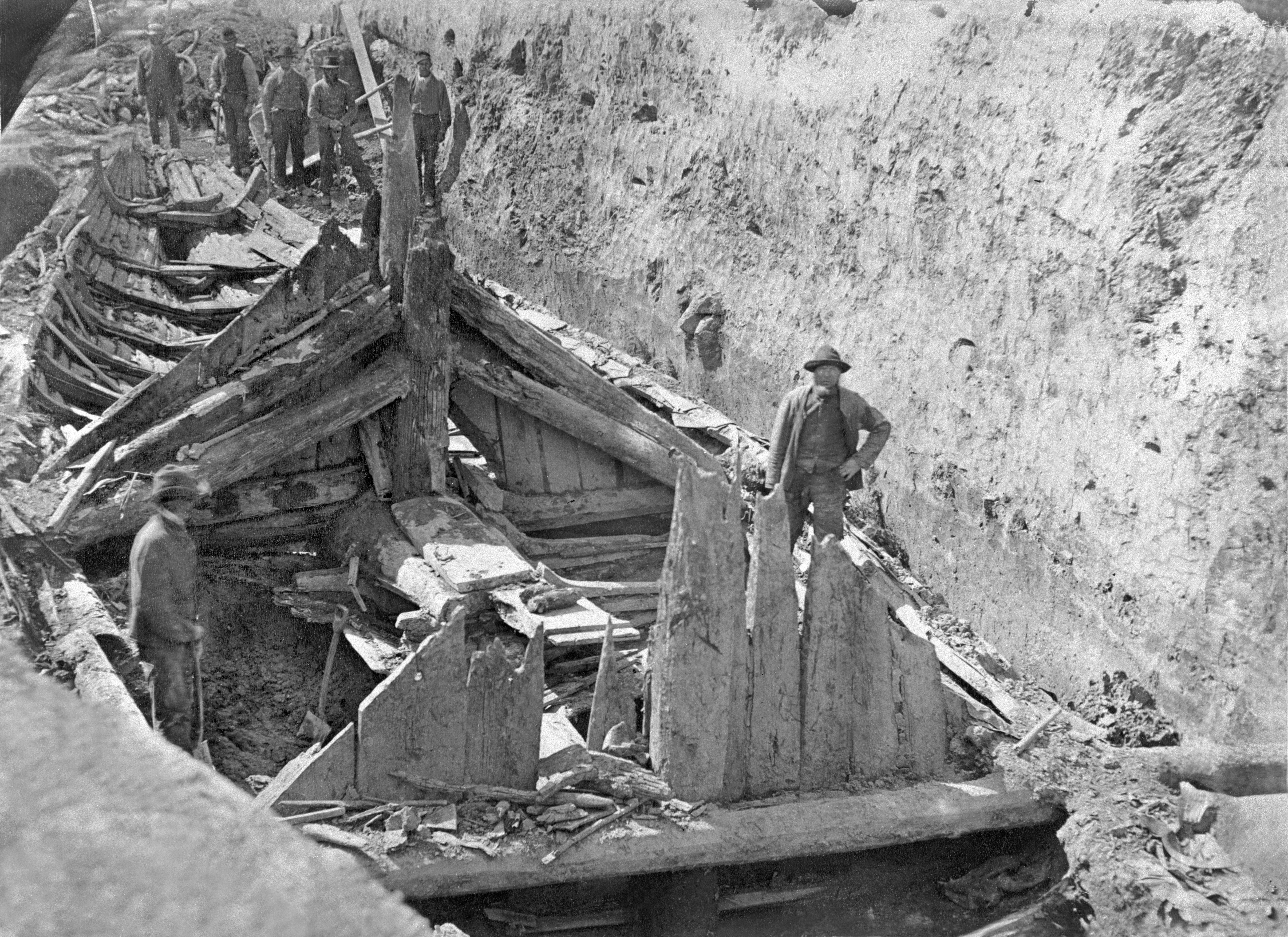
Гокстадський курган розкопували з квітня по червень 1880 року під керівництвом Ніколая Ніколайсена.

Однак з 1867 року основна увага приділялася розкопкам курганів. Він представив свою програму систематичного дослідження курганів у Норвегії ще в 1862 році. Але власне розкопки почалися лише через 4 роки. Ніколайсен проводив їх 36 років поспіль, до 1910 року, коли йому виповнилося 84. Ця діяльність додала велику кількість різноманітного матеріалу до колекції старожитностей університетів, головним чином ранньої залізної доби та епохи вікінгів.
Проте інтерес Ніколайсена до археології не включав інші стародавні пам’ятки, такі як поселення кам'яної доби, наскельні зображення чи фундаменти будинків залізної доби. Він також не обробляв отриманий матеріал. Він був перш за все колекціонером. Його найбільші наукові зусилля полягають у дослідженні будівель і методів будівництва з Середньовіччя.
Наступники критикували методи розкопок археолога, які проводилися швидко і без вимог щодо документації. Проте беззаперечним є те, що завдяки його цілеспрямованій діяльності вдалося зберегти для нащадків великий археологічний матеріал у той час, коли знахідки та пам’ятки старовини не охоронялися законом.

## Публікації
Найвідоміші роботи Ніколайсена: «Пам'ятки середньовічного мистецтва в Норвегії», «Норвезькі основи» (1-5), «Norske Magazin» (1-3), «Норвезькі споруди з давніх часів» (1-3), «Норвезька старожитність», «Гокстадський корабель» і «Мистецтво і ремесла з минулого Норвегії». Він також був відповідальним за щорічне видання «Aarsberetringne fra Foreningen til Norske Fortidsminnesmærkers Bevaring» до 1899 року, де він дав звіт про розкопки та дослідження за рік.